# 青が散る
『青が散る』（あおがちる）は、宮本輝の青春小説。『文藝春秋』の季刊誌『別冊文藝春秋』の1978年夏号（145号）から1982年夏号（161号）に連載。1982年に文藝春秋から単行本を刊行、1985年に文庫化された。
追手門学院大学の1期生である宮本輝が同大学を舞台に、大阪府茨木市の新設大学に1期生として入学した主人公が友人たちとテニス部を創設してテニスに打ち込み、ヒロインに恋をする姿を通じて、また彼らを取り巻く友人たちの抱える闇を通じて、青春の光と影を描いた作品。
TBSテレビで石黒賢・二谷友里恵の主演によりテレビドラマ化され、1983年10月21日から1984年1月27日まで全13回にわたって放送された。

## あらすじ
大阪郊外茨木市の新設大学に入学した主人公の椎名燎平は、入学手続きの日に出会った洋菓子店の一人娘である同級生の佐野夏子に一目惚れする。その後、眼鏡の大男金子慎一に誘われてテニス部を設立し、自分たちの手でテニスコートを作る。高校時代は名選手だったものの精神病でテニスを辞めてしまった安斎克己や、女子部員の星野祐子に小学校時代から片思いしている貝谷朝海と言ったメンバーを加えてテニス部は活動を始める。夏子の父の病死、祐子の見合い相手との結婚など状況の変化もありながら、燎平は大学生活をひたすらテニスに費やす。
しかしある時、夏子は田岡幸一郎という婚約者のいる男と駆け落ちしてしまう。だが結局、田岡は夏子とは結婚せずに元の婚約者と結婚する。さらに安斎も病気が悪化して自殺する。季節が流れ、卒業試験の追試を2人で受ける燎平と夏子。帰り道、夏子は燎平に「私みたいな傷物はいや？」と訊ねるが燎平は言葉を返すことができない。そして「自分のまわりにいた者はすべて、大切な何物かを喪った」と感じながら、夏子と別れる。

## 書誌情報
- 青が散る（1982年10月25日、文藝春秋、ISBN 978-4-16-307130-5）
- 青が散る（1985年11月25日、文春文庫、ISBN 978-4-16-734802-1）
- 青が散る 上（新装版）（2007年5月10日、文春文庫、ISBN 978-4-16-734822-9）
- 青が散る 下（新装版）（2007年5月10日、文春文庫、ISBN 978-4-16-734823-6）

## テレビドラマ版
東京郊外に新設された大学のテニス部に集う若者を中心に、さまざまな恋愛模様、人生観、生死を描いた青春ドラマ。TBS金曜8時枠にて1983年10月21日から1984年1月27日まで放送された。全13回。主演は石黒賢・二谷友里恵。
未ビデオ・DVD化作品である。

### 企画・制作
物語の設定を原作の1960年代の追手門学院大学（大阪府茨木市）から1980年代の東京郊外の武蔵野学院大学へと移し、ドラマ独自のキャストが登場するなど、原作とは異なった要素が多々盛り込まれている。
企画・演出を担当した八木康夫にとって本作は初めて企画した連続ドラマであり、またプロデューサーへ転身する前にディレクターとして演出を手掛けた最後の作品となった。また、脚本を担当した山元清多にとっては、本作が初めて単独で連続ドラマの1クール全話を書き通した作品となった。本作品からは石黒賢、二谷友里恵などの若手俳優がデビュー、また石黒や二谷以外にも佐藤浩市や利重剛、清水善三といった二世俳優もキャスティングされていることで放送開始前に話題として取り上げられた。若く経験の浅いスタッフ・キャストによって制作された本作は未熟で不器用な点も散見されるものの、それが本作らしい青春のキラキラとした初々しさ、心の揺れを生じさせている。
本作は本放送が始まると連続ドラマの視聴率が20%平均だった時代において10%前後の視聴率で推移、一時は5%台を記録するなど視聴率が伸び悩んだため、当初2クール（半年）・全19〜20回の放送予定であったが1クール・全13回で終了する脚本に書き換えられた。しかし、放送終了後も再放送の要望が根強く、再放送時には本放送よりも高い視聴率を記録したという。

### キャスト

#### 主なキャスト
椎名燎平
演 - 石黒賢
家業の塗装材料店の経営が傾いたため大学受験をあきらめていたが、持ち直したため進学を許される。新設された三流の私立武蔵野学院大学に入学した。佐野夏子に想いを寄せており、「仲を取り持つ」という慎一の強引な勧誘によりテニス部に入部する。
佐野夏子
演 - 二谷友里恵
燎平の同級生。横浜の老舗洋菓子店「ドゥーブル」の社長令嬢。燎平を始めとする男子大学生の憧れの的であり、マドンナ的存在の女子学生。一見勝ち気で我儘なタイプであるが、異なる一面も持ち合わせている。恋愛に関しては奥手。
金子慎一
演 - 佐藤浩市
燎平の親友。新設校である武蔵野学院大学にテニス部を創設し、初代キャプテンに就任する。実家は薬局で、中学の時に父を亡くし母と3人の姉、3人の妹の女性7人に囲まれて育つ。
星野祐子 → 結城祐子
演 - 川上麻衣子
燎平の同級生。父は開業医。夏子とは系列の高校で同級生だった。小学生の頃からテニスをやっている経験者と知った慎一の強引な勧誘により入部する。

#### 燎平の同級生
和泉達雄
演 - 利重剛
映画の自主制作に燃える学生。
二宮耀子
演 - 浜尾朱美
ニュースキャスター志望の学生。和泉とはルームシェアをしている。
安斉克巳
演 - 清水善三
高校時代はテニス界のヒーローで関東ジュニアのチャンピオンだったが、高校3年の時に急性骨髄性白血病を患う。
荒井ゆかり
演 - 広田玲央名
テニス部員。二重まぶたにする整形手術に失敗し、大学に来なくなる。
藤井久美
演 - 辻靖美
テニス部員。ゆかりの友人。かなり太目の体型。
貝谷朝海
演 - 遠藤憲一
祐子とは小さい頃に同じテニス教室に通っており、大学で偶然再会する。

#### 燎平をとりまく人々
椎名洋介
演 - 井川比佐志
燎平の父親。塗装材料店「椎名塗料店」を営んでおり、善良で温厚な人物である。
椎名静枝
演 - 吉行和子
燎平の母親。洋介と離婚し、現在は小料理屋「静」の女将として生計を立て、静かに暮らしている。
椎名千絵
演 - 境真理子
燎平の妹。実家で父、兄と共に暮らしている。
八木助教授
演 - 斉藤洋介
武蔵野学院大学フランス文学部教授でありテニス部顧問。燎平達の新設第一期生を担任する。
端山
演 - 村田雄浩
東洋文化大学の応援団団長。大手建設会社社長の息子。
神崎
演 - 倉崎青児
東洋文化大学応援団員。夏子に一目惚れして猪突猛進し、団員が振り回される。
高末
演 - 掛田誠
東洋文化大学応援団員。
大沢勘太
演 - 諸岡義則
東洋文化大学応援団員。燎平の高校時代の同級生。
ポンク
演 - 内山俊哉
テニス部員。燎平の1年後輩。高校時代に関東ジュニアでベスト16入りした。
ガリバー（堰健一）
演 - 大塚ガリバー
通称「ガリバー」。有名大学の野球部員だったが野球選手になる夢は挫折。今はミュージシャンを目指している。
堰辰造
演 - 早崎文司
健一（ガリバー）の父親。中華料理屋「善良亭」の主人。
堰富子 - あき竹城
健一（ガリバー）の母親。夫婦で店を切り盛りしている。
佐野清
演 - 上條恒彦
夏子の父。老舗洋菓子店「ドゥーブル」の社長。ゴルフ中に心臓麻痺で急死する。
佐野夕子
演 - 高田敏江
夏子の母。夫の亡き後社長に就任し、洋菓子店の経営を取り仕切る。
ペール
演 - アンジェイ・シェドレッキー
洋菓子店「ドゥーブル」の職長。フランス人。
慎一の姉
演 - 庄司麻由里
金子光
演 - 石井富子
慎一の母。
星野守
演 - 佐原健二
祐子の父。開業医。
星野和江
演 - 柳川慶子
祐子の母。
彩子
演 - 岩本多代
祐子の伯母。祐子に結城との見合いを勧める。
結城宏
演 - 矢島健一
祐子の見合い相手。慶應義塾大学医学部卒のインターン。
早瀬八太郎
演 - 渡部真二
祐子が小学校時代に通っていたテニス教室の常連。曲球の変則プレーヤー。
安斉の母
演 - 本山可久子
木田公治郎
演 - 三好圭一
東京大学法学部の学生。燎平の予備校時代の友人。司法試験合格を目指して喫茶店「白樺」で勉強している。
木塚
演 - 中野誠也
小料理屋「静」の客。静枝に結婚を申し込む。
遠藤
演 - 金子研三
ライブハウス「我楽苦多」の支配人。
恭子
演 - 萩尾みどり
ガリバーのファンの女性。
吉岡幸二郎
演 - 三沢慎吾
成城大学テニス部のコーチ。デビスカップの元候補選手。「吉岡実業」の御曹司。
朝原真佐子
演 - 山本郁子
吉岡の婚約者。
浅見カオル
演 - 黒田福美
レコード会社「ワールドレコード」のディレクター。
氏家陽介
演 - 吉沢健
端山の先輩。別荘地開発を手掛ける「氏家観光」の社長。端山に別荘地の販売会社の起業を勧める。
ラジオのDJ（声のみ）
演 - 遠藤京子

### スタッフ
- 原作 - 宮本輝
- 脚本 - 山元清多
- 音楽 - 林哲司
- 主題歌 - 松田聖子「蒼いフォトグラフ」[注 5]（作詞:松本隆、作曲:呉田軽穂、編曲:松任谷正隆）
- 挿入歌 - 大塚ガリバー「人間の駱駝（ひとのらくだ）」（作詞：宮本輝、秋元康、作曲：長渕剛）
- 企画 - 八木康夫
- プロデューサー - 柳井満
- 演出 - 高畠豊、山田護、八木康夫、吉田秋生
- 製作著作 - TBSテレビ

### 放送日程
| 話数   | 放送日         | サブタイトル                   | 演出     | 視聴率 |
| ------ | -------------- | ------------------------------ | -------- | ------ |
| 第1回  | 1983年10月21日 | 恋し始めたラクダたち           | 高畠豊   | 11.2%  |
| 第2回  | 10月28日       | 歌い始めたラクダたち           | 高畠豊   | 11.1%  |
| 第3回  | 11月04日       | ちょっと危険なラクダたち       | 八木康夫 | 7.2%   |
| 第4回  | 11月11日       | 想いみだれるラクダたち         | 吉田秋生 | 5.5%   |
| 第5回  | 11月18日       | 明日が見えないラクダたち       | 山田護   | 8.7%   |
| 第6回  | 11月25日       | 好きと言えないラクダたち       | 高畠豊   | 10.5%  |
| 第7回  | 12月09日       | 恋をせおったラクダたち         | 八木康夫 | 8.3%   |
| 第8回  | 12月16日       | 雨つぶかぞえるラクダたち       | 吉田秋生 | 9.6%   |
| 第9回  | 12月23日       | ふられてゆれて…ラクダたち      | 山田護   | 10.1%  |
| 第10回 | 1984年01月06日 | 春にときめくラクダたち         | 吉田秋生 | 9.2%   |
| 第11回 | 1月13日        | 恋に迷ったラクダたち           | 山田護   | 10.1%  |
| 第12回 | 1月20日        | 冬空にナミダ散らしたラクダたち | 吉田秋生 | 9.5%   |
| 最終回 | 1月27日        | 歩きつづけるラクダたち         | 山田護   | 10.4%  |

### 関連商品
- TBSドラマ 青が散る シナリオ集（1995年1月30日、ひかり出版、ISBN 978-4906500123）

### その他
- 利重剛は自主映画の製作を夢見、浜尾朱美はニュースキャスターを志望するという役どころだったが、本放送後には利重は映画監督として、浜尾はニュースキャスターとして実際に活動することとなった。
- 大塚ガリバーは放送開始前のクールで放送されていた『家族ゲーム』で主役を演じた長渕剛の付き人をしていたことから出演が決まり、ドラマを通してレコードデビューも果たした。放送終了後は表舞台から退き裏方に回り、柳葉敏郎の楽曲プロデュースを手掛ける[10]。
- 第3話と第7話で演出を担当した八木康夫は、本作の放送終了後にプロデューサーの柳井に呼び出され、以後はプロデューサー業に専念するよう伝えられた。このため、2014年時点で本作は八木がディレクターを務めた最後の作品となっている[11]。
- ウルトラマン80対ゼットンの特撮カットを撮影する劇中劇シーンが第7回にある。
- 2009年3月31日のひるおび!第1回放送でレギュラー出演する石黒のデビュー作として数シーン取り上げられた。
- オープニング･クレジットの背景は、第一回は、室内のテーブルやピアノの上で各種の人形が動くものであったが、第二回目以降は、出演者扮するテニス部員達が、トレーニングをする実写に変わっている。
- 武蔵野学院大学の本館の外観は、緑山スタジオ・シティのスタジオ棟が使われている。
- 原作は、阪神間（大阪･神戸）が舞台であるが、東京制作のドラマのため、首都圏を舞台に変えている。たとえば、ペールが、出す洋菓子店は、原作が芦屋、ドラマでは横浜・元町。また、夏子と吉岡の駆け落ち先は、原作が志摩賢島のホテル、ドラマでは逗子マリーナ。燎平は、原作では、近鉄特急で夏子の後を追うのに、ドラマでは横須賀線に乗って会いにゆく。